# Список зарубежных поездок президента Зеленского

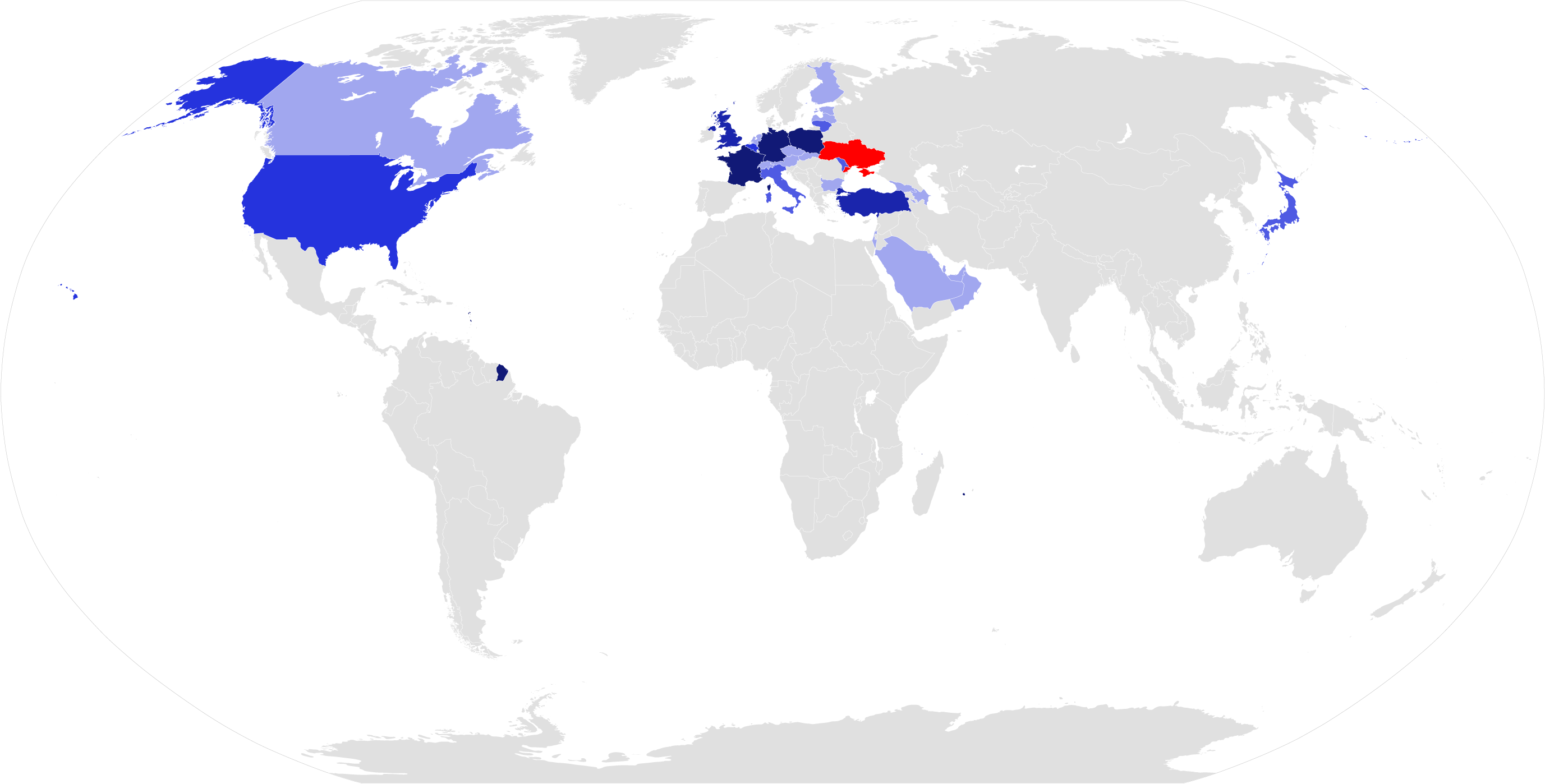
Карта международных поездок президента Украины Владимира Зеленского

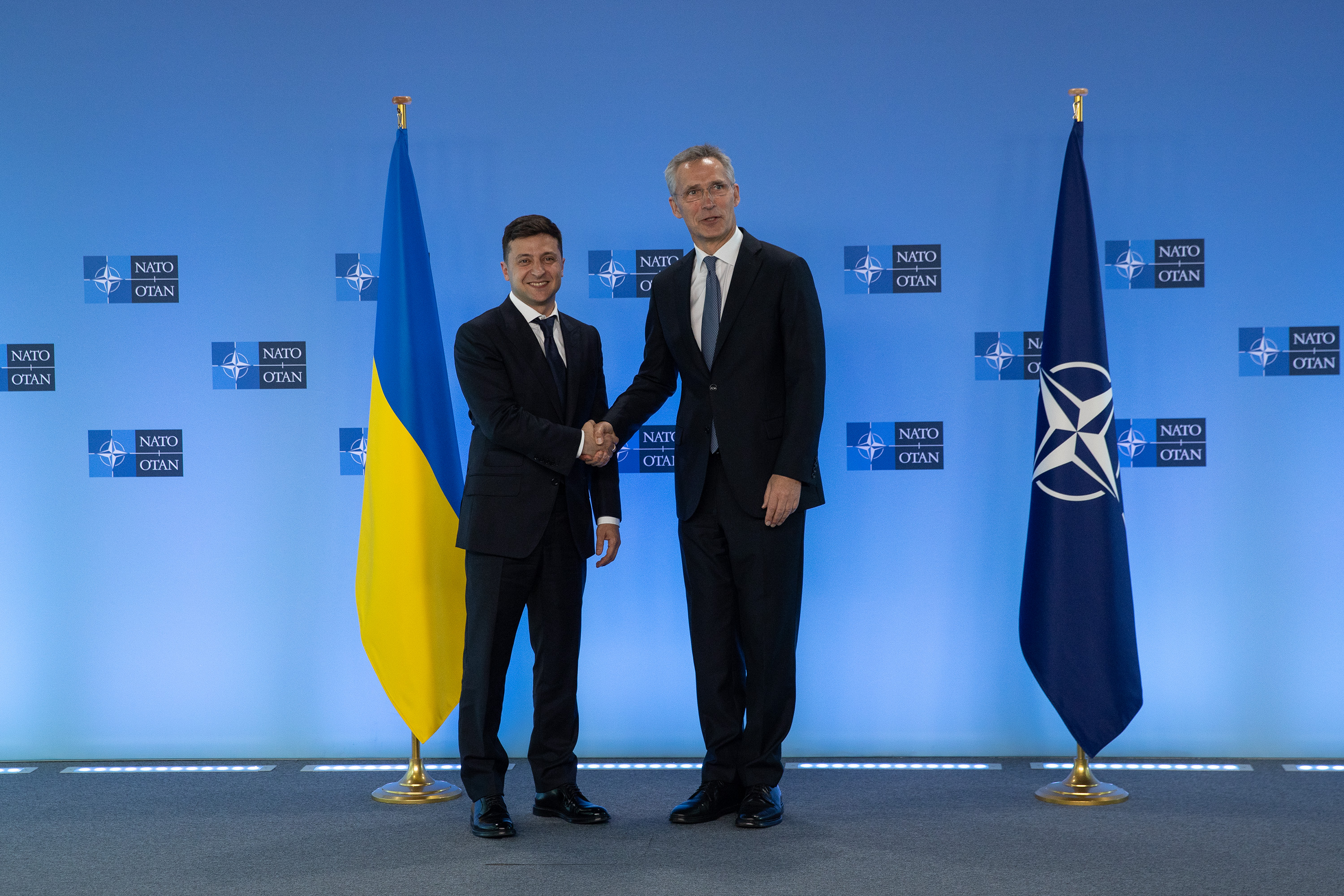
Владимир Зеленский и Йенс Столтенберг в штаб-квартире НАТО, Брюссель, 4 июня 2019 года.

Список зарубежных поездок президента Украины Владимира Зеленского содержит перечень всех его официальных визитов за границу во время его президентства (с 20 мая 2019 года по настоящее время).
| Страна            | Кол-во |
| ----------------- | ------ |
| Австрия           | 1      |
| Азербайджан       | 1      |
| Аргентина         | 1      |
| Бельгия           | 3      |
| Болгария          | 1      |
| Ватикан           | 1      |
| Великобритания    | 2      |
| Германия          | 3      |
| Грузия            | 1      |
| Израиль           | 1      |
| Италия            | 1      |
| Кабо-Верде        | 1      |
| Канада            | 1      |
| Узбекистан        | 2      |
| Латвия            | 1      |
| Литва             | 2      |
| Молдова           | 2      |
| Казахстан         | 1      |
| Оман              | 1      |
| Польша            | 4      |
| Саудовская Аравия | 1      |
| Сингапур          | 1      |
| Словакия          | 2      |
| США               | 6      |
| Турция            | 4      |
| Франция           | 4      |
| Филиппины         | 1      |
| Чехия             | 1      |
| Швейцария         | 1      |
| Эстония           | 1      |
| Япония            | 2      |

## Визиты

### 2019
| Страна      | Город    | Даты           | Информация |
| ----------- | -------- | -------------- | --- |
| Бельгия     | Брюссель | 4—5 июня       | Переговоры с генеральным секретарём НАТО Йенсом Столтенбергом, вице-президентом Европейской Комиссии Валдисом Домбровскисом, президентом Польши Анджеем Дудой, президентом Европейской Комиссии Жаном-Клодом Юнкером, верховным представителем ЕС по иностранным делам и политике безопасности Федерикой Могерини и президентом Европейского совета Дональдом Туском. Заявления, которые Зеленский делал в ходе этого визита, почти не отличались от риторики Петра Порошенко, что было призвано продемонстрировать неизменность внешнеполитического курса Украины. В ходе переговоров с руководителями ЕС Зеленский отметил особую роль Евросоюза в сдерживании «российской агрессии против Украины и преодолении последствий, вызванных ею», заявил, что курс на обретение полноправного членства в Евросоюзе и НАТО остаётся неизменным внешнеполитическим приоритетом Украины, закреплённым в её Конституции. |
| Франция     | Париж    | 17 июня        | Переговоры с президентом Франции Эмманюэлем Макроном. |
| Германия    | Берлин   | 18 июня        | Встреча с канцлером Германии Ангелой Меркель, президентом ФРГ Франк-Вальтером Штайнмайером, лидерами немецких партий ХДС и «Союз 90/Зелёные». Проведённые в Париже и Берлине переговоры показали, что Зеленский продолжает курс Петра Порошенко, придерживаясь жёсткой позиции в отношении России. Одной из главных тем переговоров стало прекращение военного конфликта на востоке Украины. Зеленский заявил, что «Европа не сможет чувствовать себя в полной безопасности, пока Россия делает вид, что международного права просто не существует. Никто не хочет, чтобы Украина становилась пороховой бочкой, где Крым и Донбасс — бикфордов шнур». Как и Порошенко, Зеленский настаивает на сохранении дипломатического и санкционного давления на Россию. Уточнил он свою позицию и относительно возможности прямых переговоров Киева с представителями самопровозглашённых Донецкой и Луганской народных республик: «Мы не готовы на диалог с сепаратистами. Мы готовы действовать в минском формате, продолжать в минском формате взаимоотношения, прекратить огонь», — заявил Зеленский. |
| Канада      | Торонто  | 1—3 июля       | Переговоры с премьер-министром Канады Джастином Трюдо, министром иностранных дел Христей Фриланд, членами канадского парламента и представителями деловых кругов, встреча в Торонто с руководством Всемирного конгресса украинцев и Конгресса украинцев Канады, участие в Конференции по вопросам реформ в Украине, встреча с первым заместителем директора-распорядителя Международного валютного фонда Дэвидом Липтоном, вице-президентом Всемирного банка по вопросам Европы и Центральной Азии Сирилом Мюллером и специальным представителем США Куртом Волкером. На переговорах с премьер-министром Джастином Трюдо канадская сторона сообщила, что приняла решение добавить Украину в список стран, которым разрешено продавать канадское оружие. |
| Турция      | Анкара   | 7—8 августа    | Встреча с президентом Турции Реджепом Тайипом Эрдоганом, с представителями украинской и крымскотатарской общин, участие в открытии нового здания офиса крымскотатарской диаспоры, встреча с Вселенским патриархом Варфоломеем І. По окончании встречи с Варфоломеем Зеленский отказался подписать совместное заявление по итогам встречи, подготовленного заранее Константинопольской патриархией и МИД Украины. |
| Польша      | Варшава  | 1 сентября     | Участие в памятных мероприятиях по случаю 80-й годовщины начала Второй мировой войны. Президент Польши Анджей Дуда на встрече с Зеленским поддержал политику санкций ЕС в отношении России. По итогам встречи Зеленский заявил, что обе страны сходятся во мнении о неприемлемости проекта российского газопровода «Северный поток-2». Переговоры с премьер-министром Бельгии Шарлем Мишелем, президентом Литвы Гитанасом Науседой, вице-президентом США Майклом Пенсом. |
| США         | Нью-Йорк | 23—26 сентября | Участие в составе украинской делегации в работе сессии ГА ООН. 25 сентября Зеленский на полях сессии встретился с президентом США Дональдом Трампом. При этом, как отмечалось, первоначально планировалось провести переговоры в Овальном кабинете Белого дома. В пресс-службе Владимира Зеленского сообщили, что лидеры «обсудили энергетическую безопасность, возвращение „оккупированных территорий“ и преодоление коррупции на Украине». Визит в США и переговоры, на которые на Украине возлагали большие надежды, состоялись на фоне внутриполитического скандала в США, в который оказалась вовлечена Украина, — американские СМИ обвинили Дональда Трампа в том, что он оказывал давление на Владимира Зеленского с целью получить компромат на бывшего вице-президента США Джо Байдена, который считается главным конкурентом Дональда Трампа на будущих выборах. Дональду Трампу пришлось дать согласие на публикацию стенограммы его телефонного разговора с Зеленским от 25 июля (возможно, без согласования с украинской стороной). Публикация вызвала дополнительные вопросы как к Трампу, так и к Зеленскому. Выступая в ООН, Зеленский обвинил Россию в ведении войны против его страны и призвал менять несовершенный мировой порядок. |
| Латвия      | Рига     | 16 октября     | Встречи с президентом Латвии Эгилсом Левитсом, спикером Сейма Латвийской Республики Инарой Мурниеце и премьер-министром Латвии Кришьянисом Кариньшем. На встрече с президентом Латвии поднимались вопросы возвращения выведенных в латвийские банки средств преступного происхождения, связанных с бывшими украинскими высокопоставленными чиновниками, взаимодействия двух государств в международных организациях, реабилитации украинских военнослужащих в Латвии. |
| Япония      | Токио    | 21—24 октября  | Участие в церемонии интронизации императора Японии Нарухито, встречи с премьер-министром Японии Синдзо Абэ, руководителями обеих палат парламента Японии, членами японской парламентской ассоциации дружбы с Украиной, руководством японского агентства международного развития и японской ассоциации новой экономики, представителями японского бизнеса. |
| Эстония     | Таллин   | 26 ноября      | Переговоры с президентом Эстонии Керсти Кальюлайд, встречи со спикером Рийгикогу Эстонии Хенном Пыллуаасом и премьер-министром Эстонии Юри Ратасом. Участие в работе Цифрового форума. |
| Литва       | Вильнюс  | 27 ноября      | Участие в Двенадцатом заседании Совета президентов Украины и Литвы. Переговоры с президентом Литвы Гитанасом Науседой, спикером Сеймаса Литвы Викторасом Пранцкетисом и премьер-министром Литвы Саулюсом Сквернялисом. Участие в работе Пятого двустороннего экономического форума. |
| Франция     | Париж    | 9 декабря      | Участие в саммите «Нормандской четвёрки». Переговоры с президентом Франции Эмманюэлем Макроном, президентом России Владимиром Путиным. |
| Азербайджан | Баку     | 16—17 декабря  | Переговоры с Президентом Азербайджана Ильхамом Алиевым и Премьер-министром Али Асадовым. Подписание ряда двусторонних документов, направленных на углубление сотрудничества между Украиной и Азербайджанской Республикой в приоритетных сферах. Участие в работе Украинско-азербайджанского бизнес-форума. Встреча с представителями украинской общины Азербайджана. |

### 2020
| Страна         | Город      | Даты           | Информация |
| -------------- | ---------- | -------------- | --- |
| Оман           | Маскат     | 5—6 января     | Официально было заявлено о встречах Зеленского с министром иностранных дел Омана Юсуфом бин Алави бин Абдаллой и исполнительным президентом Государственного генерального резервного фонда Омана Абдулсаламом аль-Муршиди. В конце января оппозиция потребовала от Зеленского обнародовать информацию о целях, стоимости и источниках финансирования его поездки в Оман. Зеленского подозревают в нарушении Закона о предотвращении коррупции. В запросе депутатов «Европейской солидарности» также указывается, что вопреки сложившейся практике поездка Зеленского, представленная как рабочий визит, не была анонсирована заранее. Офис президента сообщил, что Зеленский находится в Омане с визитом, лишь после того, как он был замечен в одном из самых дорогих оманских отелей, а фотографии были опубликованы сайтом «Страна.уа». |
| Швейцария      | Давос      | 22 января      | Участие в ежегодном заседании Всемирного экономического форума (ВЭФ). Выступление в ходе Давосского форума. Встречи с лидерами иностранных государств, представителями бизнеса и международных финансовых организаций. |
| Израиль        | Иерусалим  | 23—24 января   | Переговоры с руководством Государства Израиль и встреча с представителями израильских деловых кругов. Участие в памятных мероприятиях в рамках Всемирного форума памяти Холокоста, посвящённого 75-й годовщине освобождения концлагеря Аушвиц. Зеленский при этом, несмотря на возражения организаторов, вместе со всей украинской делегацией отказался от участия в самом форуме, якобы чтобы передать свои места людям, пережившим Холокост. |
| Польша         | Освенцим   | 26—27 января   | Участие в памятных мероприятиях по случаю 75-й годовщины освобождения концлагеря Аушвиц-Биркенау. Встреча с президентом Польши Анджеем Дудой. В ходе визита Владимир Зеленский поддержал польскую интерпретацию событий, предшествовавших Второй мировой войне, и в своих заявлениях пошёл даже дальше. Выступая на брифинге после встречи с польским президентом Анджеем Дудой, он обвинил Советский Союз не только в развязывании Второй мировой войны, но и в «запуске» Холокоста. |
| Италия         | Рим        | 7 февраля      | Встречи с Президентом Италии Серджо Маттареллой и Премьер-министром Италии Джузеппе Конте. |
| Ватикан        | Ватикан    | 8 февраля      | Аудиенция с Его Святейшеством Папой Франциском. Встреча с Государственным секретарём Святого Престола Пьетро Паролином с участием Секретаря по межгосударственным отношениям Святого Престола Пола Ричарда Галлахера. |
| Германия       | Мюнхен     | 14—15 февраля  | Участие в 56-й Мюнхенской конференции по вопросам безопасности. Своё дебютное выступление на Мюнхенской конференции Владимир Зеленский посвятил войне на востоке Украины. Он предложил по-новому разводить силы на линии противостояния в Донбассе и вернуть в мировую повестку обсуждение вопроса принадлежности Крыма — например, через создание для этого отдельной переговорной площадки. |
| Австрия        | Вена       | 15—16 сентября | Переговоры с Федеральным президентом Австрии Александром ван дер Белленом, Федеральным канцлером Себастьяном Курцем и Президентом Национального совета Австрии Вольфгангом Соботкой. Участие в работе Экономического форума. Участие Президента Украины и его супруги в церемонии презентации украиноязычного аудиогида в Венском музее истории искусств. |
| Словакия       | Братислава | 24 сентября    | Переговоры с Президентом Словакии Зузаной Чапутовой, Премьер-министром Игорем Матовичем и Председателем Национального совета Словацкой Республики Борисом Колларом. Подписание ряда двусторонних соглашений. |
| Бельгия        | Брюссель   | 6 октября      | Саммит Украина-ЕС. Делегацию Украины возглавил Владимир Зеленский, а ЕС — глава Европейского совета Шарль Мишель. Стороны обсудили ситуацию с COVID-19 и прогресс Украины в проведении реформ. Стороны также обсуждали украинскую инициативу по созданию международной платформы по крымской тематике и противостояние «кампаниям по дезинформации против ЕС и Украины, в том числе со стороны России». Коснулись и вопроса санкций в отношении России из-за дела с отравлением Алексея Навального, к которым Украина позднее присоединилась. Украина подписала с ЕС три соглашения на сумму €60 млн и заключила три инвестиционных проекта с Европейским инвестиционным банком. Особое внимание на пресс-конференции было уделено вопросам мирного урегулирования ситуации в Донбассе. ЕС вновь осудил «нарушение суверенитета и территориальной целостности Украины вследствие актов агрессии вооружённых сил России начиная с февраля 2014 года». |
| Великобритания | Лондон     | 7—8 октября    | Переговоры с Премьер-министром Великобритании Борисом Джонсоном, подписание украинско-британского Соглашения о политическом сотрудничестве, свободной торговле и стратегическом партнёрстве. Подписание ряда двусторонних документов о сотрудничестве в сфере обороны и финансовой поддержке двусторонних проектов. Аудиенция с Их Королевскими Высочествами Герцогом и Герцогиней Кембриджскими, встречи со Спикером Палаты общин парламента Великобритании Линдси Хойлом, Лорд-мэром лондонского Сити Уильямом Расселом, посещение Лондонской фондовой биржи и встреча с британскими инвесторами. |
| Турция         | Стамбул    | 16 октября     | Встреча с Президентом Турции Реджепом Тайипом Эрдоганом. Обсуждение широкого спектра вопросов взаимоотношений между Украиной и Турцией, подписание ряда двусторонних документов. |

### 2021
| Страна   | Город     | Даты          | Информация |
| -------- | --------- | ------------- | --- |
| ОАЭ      | Абу-Даби  | 14—15 февраля | Переговоры с наследным принцем Абу-Даби, заместителем Верховного главнокомандующего Вооружённых сил ОАЭ Мухаммадом бин Заидом Аль Нахайяном и вице-президентом, премьер-министром, министром обороны ОАЭ Мухаммадом бин Рашидом Аль Мактумом. |
| Катар    | Доха      | 5 апреля      | Переговоры с эмиром Катара Тамимом ибн Хамальдом Аль Тани и министром внутренних дел Халидом бин Халифой Аль Тани. |
| Турция   | Стамбул   | 10 апреля     | Переговоры с президентом Турции Реджепом Тайипом Эрдоганом. Участие в девятом заседании Стратегического совета высокого уровня между Украиной и Турцией. В ходе визита Зеленскому удалось найти поддержку Анкары практически по всем принципиальным для него вопросам — начиная с планов по созданию зоны свободной торговли и заканчивая «Крымской платформой». Как сообщила пресс-служба Министерства обороны Украины, на переговорах министров обороны речь шла о "строительстве кораблей класса «корвет», поставке беспилотных авиационных комплексов Bayraktar и боеприпасов к ним. |
| Франция  | Париж     | 16 апреля     | Переговоры с президентом Франции Эммануэлем Макроном и по видеосвязи с канцлером Германии Ангелой Меркель. |
| Польша   | Варшава   | 3 мая         | Переговоры с президентом Польши Анджеем Дудой и участие в праздновании 230-летия Конституции Речи Посполитой. |
| Литва    | Вильнюс   | 6-7 июля      | Переговоры с президентом Литвы Гитаносом Науседой и президентом Европейского совета Шарлем Мишелем. Участие в 4-й международной конференции по вопросам реформ в Украине и в торжественных мероприятиях по случаю Дня государственности Литвы. |
| Германия | Берлин    | 11-12 июля    | Переговоры с федеральным президентом Германии Франком-Вальтером Штайнмайером и федеральным канцлером Германии Ангелой Меркель. Зеленский обсудил перспективы завершения строительства газопровода «Северный поток-2». Германская сторона высказала бескомпромиссную позицию: газопровод будет достроен, и Германия готова теоретически обсуждать лишь вопрос компенсации украинской стороне. |
| Грузия   | Тбилиси   | 19 июля       | Переговоры с президентом Грузии Саломе Зарубишвили, президентом Молдавии Майей Санду и президентом Европейского совета Шарлем Мишелем. Участие в саммите «Ассоциированного трио». |
| Молдова  | Кишинёв   | 27 августа    | Переговоры с президентом Молдавии Майей Санду. |
| США      | Вашингтон | 1 сентября    | Переговоры с президентом США Джо Байденом, по итогам которых принято совместное заявление о стратегическом партнёрстве между США и Украиной. В документе зафиксирована договорённость активизировать работу Комиссии по стратегическому партнёрству, которая должна разработать новую Хартию стратегического партнёрства. США поддержали «право Украины определять свой внешнеполитический курс свободно от внешнего вмешательства, включая стремление Украины вступить в НАТО». Американская сторона при этом подчеркнула, что никогда не признает аннексию Крыма Россией. Россия фактически названа стороной конфликта в Донбассе: ей адресован призыв выполнить свои обязательства по прекращению огня и «по-настоящему принимать участие в усилиях по урегулированию конфликта». Что касается газопровода «Северный поток-2», то США пообещали приложить усилия к сохранению транзитной роли Украины и недопущения того, чтобы Россия использовала энергетику как геополитическое оружие. |
| США      | Нью-Йорк  | 22 сентября   | Выступление на сессии ГА ООН. |

### 2022
| Страна | Город     | Даты       | Информация                                                                           |
| ------ | --------- | ---------- | ------------------------------------------------------------------------------------ |
| США    | Вашингтон | 21 декабря | Встреча с президентом США Джо Байденом. Выступление перед обеими палатами Конгресса. |
| Польша | Жешув     | 22 декабря | Встреча с президентом Польши Анджеем Дудой.                                          |

### 2023
| Страна            | Город         | Даты      | Информация |
| ----------------- | ------------- | --------- | --- |
| Великобритания    | Лондон        | 8 февраля | Встреча с премьер-министром Великобритании Риши Сунаком и Королём Великобритании Карлом III, а также выступление перед обеими палатами британского парламента. Посещение военной базы для тренировки украинских военных. |
| Франция           | Париж         | 8 февраля | Трёхсторонняя встреча с президентом Франции Эмманюэлем Макроном и канцлером Германии Олафом Шольцем. Совместная пресс-конференция трёх лидеров стран. |
| Бельгия           | Брюссель      | 9 февраля | Выступление в Европейском парламенте. |
| Польша            | Жешув         | 9 февраля | Встреча с президентом Польши Анджеем Дудой. |
| Польша            | Варшава, Хелм | 5 апреля  | Встреча с президентом Польши Анджеем Дудой. |
| Финляндия         | Хельсинки     | 3 мая     | Встреча с президентом Финляндии Саули Ниинистё, а также с премьер-министрами Швеции, Норвегии, Дании и Исландии. |
| Нидерланды        | Гаага         | 3—4 мая   | Выступление к Генеральным штатам, посещение Международного уголовного суда и встреча с его председателем Петром Хофманьским. Встреча с премьер-министром Нидерландов Марком Рютте и премьер-министром Бельгии Александром Де Кро. Посещение авиабазы Сустерберг. |
| Италия            | Рим           | 13 мая    | Встреча с премьер-министром Джоджией Мелони. |
| Ватикан           | Ватикан       | 13 мая    | Встреча с папой римским Франциском. |
| Германия          | Берлин        | 14 мая    | Встреча с канцлером Германии Олафом Шольцем. |
| Франция           | Париж         | 14 мая    | Встреча с президентом Франции Эмманюэлем Макроном. |
| Саудовская Аравия | Джидда        | 19 мая    | Участие в саммите Лиги Арабских государств. Встречи с наследным принцем Саудовской Аравии Мухаммедом ибн Салманом Аль-Саудом, премьер-министром Ирака Мохаммедом Шиа Аль-Судани, вице-президентом ОАЭ Мансуром бен Зайдом Аль Нахайяном, наследным принцем Кувейта Машаалем аль-Ахмадом аль-Джабером ас-Сабахом и вице-премьером Омана по международным отношениям и сотрудничеству Асадом бен Тариком Аль Саидом |
| Япония            | Хиросима      | 20 мая    | Участие в саммите G7. Встречи с премьер-министром Великобритании Риши Сунаком, премьер-министро Италии Джоджией Мелони, премьер-министром Индии Нарендрой Моди, президентом Индонезии Джоко Видодо, президентом Франции Эманнюэлем Макроном, президентом Европейского совета Шарлем Мишелем, президентом США Джо Байденом, канцлером Германии Олафом Шольцем, президентом Южной Кореи Юн Сок Ёлем.                |
| Молдова           | Бульбоака     | 1 июня    | Участие в Европейском саммите. |
| Болгария          | София         | 6 июля    | Встречи с премьер-министром Болгарии Николаем Денковым, президентом Болгарии Руменом Радевым. |
| Чехия             | Прага         | 6 июля    | Встречи с президентом Чехии Петром Павелом, премьер-министром Петром Фиалою, председателем Палаты депутатов Маркетой Пекаровой Адамовой, председателем Сената Милошом Выстрчилом. |
| Словакия          | Братислава    | 7 июля    | Встречи с президентом Словакии Зузаной Капутовой, председателем Национального совета Словацкой Республики Борисом Колларом. |
| Турция            | Стамбул       | 7 июля    | Встреча с президентом Турции Реджепом Тайипом Эрдоганом. |